# (4074) Sharkov
(4074) Sharkov est un astéroïde de la ceinture principale.

## Description
(4074) Sharkov est un astéroïde de la ceinture principale. Il fut découvert le 22 octobre 1981 à Naoutchnyï par Nikolaï Tchernykh. Il présente une orbite caractérisée par un demi-grand axe de 3,03 UA, une excentricité de 0,04 et une inclinaison de 9,8° par rapport à l'écliptique.

## Compléments